# Images – The Best of Jean Michel Jarre
Images – The Best Of Jean Michel Jarre ist eine Kompilation des französischen Musikers Jean-Michel Jarre und beinhaltet sowohl Titel mehrerer vorangegangener Arbeiten, als auch neue Kompositionen. Es kann auch als eine Form des Konzeptalbums angesehen werden, da Jarre bekannte Titel teils stark kürzte, Überarbeitungen unterzog und zusammen mit den neuen Stücken als durchgängiges Audioerlebnis neu zusammenschnitt. Es ist Jarres dreizehntes Musikalbum, welches schon zum Erscheinungstermin 1991 in zwei Versionen und 1997 in einer dritten Ausführung veröffentlicht wurde.

## Versionen
Das Album wurde bereits zu seinem Erscheinen in zwei Ausführungen angeboten. Eine Version, welche in Frankreich vertrieben wurde, und eine weitere für Europa und den Rest der Welt, wobei der Unterschied nur aus einem Titel besteht. Während in der französischen Ausgabe für Titel 8 Zoolookologie zu hören ist, wurde in der europäischen Version London Kid gewählt. 1997 folgte eine Remastered-Ausgabe und nun befanden sich beide Lieder sowie die Stücke Wooloomooloo und Blah Blah Café auf dem Album.
Zu den bisher nicht auf einem Album veröffentlichten Musikstücken zählen Eldorado und Globe Trotter. Sie sind Kompositionen, welche Jarre auf einem Konzert nahe der Pyramiden von Teotihuacán in Mexiko zur Sonnenfinsternis vom 11. Juli 1991 spielen wollte. Leider konnte dieses Konzert nicht stattfinden, da ein Schiff, welches wichtige Teile der Bühne transportierte, im Ozean versank. Der Titel Moon Machine wurde 1986 in Lyon auf dem Mega-Konzert zu Ehren des Papstbesuches gespielt.

### Titelliste im Vergleich
| 1991 Frankreich           |      | 1991 Europa               |      | 1997 Remastered           |      |
| ------------------------- | ---- | ------------------------- | ---- | ------------------------- | ---- |
| Oxygene 4                 | 3:09 | Oxygene 4                 | 3:09 | Oxygene 4                 | 3:09 |
| Equinoxe 5                | 3:22 | Equinoxe 5                | 3:22 | Equinoxe 5                | 3:22 |
| Chants Magnetiques 2      | 3:57 | Magnetic Fields 2         | 3:57 | Magnetic Fields 2         | 3:57 |
| Oxygene 2                 | 3:12 | Oxygene 2                 | 3:12 | Oxygene 2                 | 3:12 |
| Computer Weekend          | 3:37 | Computer Weekend          | 3:37 | Computer Weekend          | 3:34 |
| Equinoxe 4                | 3:13 | Equinoxe 4                | 3:13 | Equinoxe 4                | 3:12 |
| Ethnicolor                | 3:43 | Ethnicolor                | 3:43 | Ethnicolor                | 3:42 |
| Zoolookologie             | 3:42 | London Kid                | 3:42 |                           |      |
| L’Orchestre sous la pluie | 1:29 | Band in the Rain          | 1:29 | Band in the Rain          | 1:26 |
| Orient Express            | 3:26 | Orient Express            | 3:26 | Orient Express            | 3:20 |
| Calypso 1                 | 2:59 | Calypso 1                 | 2:59 | Calypso 1                 | 3:06 |
| Calypso 3 (Fin de Siecle) | 3:43 | Calypso 3 (Fin de Siecle) | 3:43 | Calypso 3 (Fin de Siecle) | 3:43 |
| Rendez-vous 4             | 3:23 | Rendez-vous 4             | 3:23 | Rendez-vous 4             | 3:23 |
| Moon Machine              | 3:00 | Moon Machine              | 3:00 | Moon Machine              | 3:00 |
| Eldorado                  | 3:40 | Eldorado                  | 3:40 | Eldorado                  | 3:40 |
| Globe Trotter             | 3:30 | Globe Trotter             | 3:30 | Globe Trotter             | 3:30 |
|                           |      |                           |      | Wooloomooloo              | 3:17 |
|                           |      |                           |      | Blah Blah Cafe            | 3:17 |
|                           |      |                           |      | London Kid                | 3:48 |
|                           |      |                           |      | Zoolookologie             | 3:48 |
| Rendez-vous 2             | 8:48 | Rendez-vous 2             | 8:48 | Rendez-vous 2             | 8:48 |

## Ausgabe auf VHS
Es erschien auch eine VHS Version mit Musikvideos.
| Titelliste                     | Regie                              |
| ------------------------------ | ---------------------------------- |
| Oxygene 4                      | Francis Dreyfus, Jean Michel Jarre |
| Equinoxe 4                     | Gilles Amado                       |
| Magnetic Fields 2              | Julien Temple                      |
| Orient Express                 | Andrew Piddington                  |
| Souvenir Of China              | Andrew Piddington                  |
| Zoolook                        | Jean-Pierre Jeunet, Marc Caro      |
| Zoolookologie                  | Frank Coppola                      |
| Rendez-Vous 4                  | Bob Giraldi                        |
| Revolutions                    | Mike Mansfield                     |
| London Kid (Live In Docklands) | Mike Mansfield                     |
| Oxygene 4 (Pinguin Version)    | Jean Michel Jarre                  |
| Calypso 1 (Animation Version)  | Andy Goff                          |
| Calypso 1 (Live In Paris)      | Mike Mansfield                     |

## Wichtige Versionen
| Jahr | Ausgabe     | Medium | Land                    | Label                 | Katalognummer             | Version  | Bemerkung                             |
| ---- | ----------- | ------ | ----------------------- | --------------------- | ------------------------- | -------- | ------------------------------------- |
| 1991 | Original    | CD     | Frankreich              | Disques Dreyfus       | 191 031-2                 | 17 Titel | inkl. Zoolookologie exkl. London Kid  |
| 1991 | Original    | CD     | Europa                  | Polydor               | 511 306-2                 | 17 Titel | inkl. London Kid exkl. Zoolookologie  |
| 1991 | Remastered* | CD     | Frankreich              | Disques Dreyfus       | 191 031-2                 | 17 Titel | Serie Digitally Remastered            |
| 1997 | Remastered  | CD     | Frankreich, Deutschland | Disques Dreyfus, EPIC | FDM 36151 2, EPC 487378 2 | 20 Titel | 96 kHz/24bit technology by Scott Hull |

*Zeitgleich mit der Originalausgabe unter gleicher Katalognummer erschienen. Cover passend zur Serie Digitally Remastered gestaltet. Es ist wenig wahrscheinlich, dass der Inhalt von der Originalausgabe abweicht und ein neues Mastering darstellt.